# NINETEEN 19
『NINETEEN 19』（ナインティーン）は、きたがわ翔による日本の漫画作品。『週刊ヤングジャンプ』（集英社）にて連載され、単行本が刊行された。1990年にはOVA化された。2017年、完結編『NINETEEN 19 FOREVER』が、ファンによるクラウドファンディングで書籍化された。  

## 概要
きたがわ翔が少女誌『別冊マーガレット』（集英社）から、男性誌である『週刊ヤングジャンプ』（集英社）に移し、『TEENSしようか!』を経て、1988年-1990年にかけて週刊ヤングジャンプに連載された男性誌においては2作目の連載作品である。単行本はヤングジャンプコミックスワイド版で全12巻。集英社文庫コミック版で全7巻。1990年にはOVA化された。

## ストーリー
久保田一至は大学生になった春のある日、中学時代のクラス会で憧れのヒト、藤崎雅菜と再会。人気モデルに変身していた雅菜に気後れしてしまう一至であったが…。

## 登場人物
久保田 一至（くぼた かずし）
主人公。代官山学院大学1年生。19歳。12月24日が誕生日。
高校時代はラグビー部に所属。ラグビーに熱中するあまり、女性には縁のない生活を送る。
甘いものが好きで、高校1年から代官山のケーキ屋「do」の常連。現在は、この店でアルバイトをしている。
アイドル並みのルックスだが、ナイーブな性格のため女性に対しては奥手。
藤崎雅菜とクラス会で再開し、かつての淡い想いが蘇る。
藤崎 雅菜（ふじさき まさな）
中学時代、一至の憧れの人。
専門学校に通いながらモデルをしていたが、女優に転身し、一躍脚光を浴びる。
一至の気持ちを知っていながら、小悪魔的な態度で一至を翻弄する。
草野 宏昭（くさの ひろあき）
代官山学院大学1年生。
一至とは中学・高校も一緒で、親友。
八木（やぎ）
中学時代のクラスメイト。現在でも一至と交友がある。
川原 和也（かわはら かずや）
一至・雅菜と同じ中学で、一つ上の先輩。
雅菜の中学時代からの彼氏。
松平 龍吾郎（まつだいら たつごろう）
一至のアルバイト先の店長。ヒゲがトレードマークの30代。
代官山学院大学のOBで、初代応援団長。
大人の男の色気で女性客からも人気があるが、実は男性が好き。離婚歴あり。
不器用だが、いつも一所懸命な一至を可愛がっている。
筋肉質で健康的に見えるが、胃癌が進行している。
秋元 千夜（あきもと ちや）
男性恐怖症の高校2年生。
アイドル光健司に似た一至に憧れ、「do」でアルバイトを始める。
一至と付き合い始めるが、大阪へ転校となり、気持ちがすれ違って行く。
森野（もりの）
千夜の同級生。一緒に「do」でアルバイトを始める。
千夜の恋を応援していたが、一至に気持ちが傾き、つい千夜に嘘をついてしまう。
大ノ内（おおのうち）
夏はスキューバ、冬はスキーの合宿を行うフリーエンジョイサークルの部長。性格は軽い。
五反田（ごたんだ）
一至の同級生で、フリーエンジョイサークルの部員。スキューバの経験者。
瀬川 久美子（せがわ くみこ）
大学4年生。石垣島でのスキューバで出会う。どこか謎めいていて、小麦色の肌に長い黒髪が印象的。
彼氏の名前は一至と同じ「久保田」で、考古学を専攻。沈没船の宝物を探している中、激しい海流のために還らぬ人となってしまう。
田口 次郎（たぐち じろう）
代官山学院大学の応援団長。
高校時代はラグビー部のキャプテンで、一至の先輩。
硬派で豪快、自己中心的なところもあるが、根は優しい。
姫宮 以杏（ひめみや いあん）
代官山学院大学英文科。ガールズバンド「ヒステリック・ぴんく」のボーカル。
思ったことをつい口にしてしまう性格で、はっきりしない一至の事を、最初は嫌っていた。
次郎とは異母兄妹。
高田 愛子（たかだ あいこ）
以杏の実母。以杏は病死と教えられてきた。
無名の歌手時代に次郎の父と結婚。後に売れ、やがて家庭を顧みなくなりカメラマンと駆け落ちし、心中した。
千里（ちさと）
弟のバイク事故のため高額の慰謝料を払わねばならず、風俗で働くことになるが、次郎に救われる。
高橋 透（たかはし とおる）
28歳。カメラマン。
映画のオーディションを受けた一至の飾らない性格に魅力を感じ、様々なアドバイスを与えてくれる。
飯塚 雅子（いいづか まさこ）
龍吾郎の別れた妻。大学時代の龍吾郎がよく通っていたケーキ屋の店員。
隆（たかし）
龍吾郎の一人息子。離婚後も週に一度は会っていたが、龍吾郎の病気の進行とともに会わなくなっていた。
藤岡 隆幸（ふじおか たかゆき）
かつて龍吾郎が愛した青年。隆幸の将来を考え、龍吾郎は別れを決意し雅子と結婚する。
面影が一至と重なる。
柴崎（しばざき）
代官山学院大学ラグビー部キャプテン。
実力はあるが寡黙なため、チームを引っ張るという部分では少し物足りない。
堂島（どうじま）
代官山学院大学ラグビー部の幽霊部員。
体格に恵まれ運動神経も良いが、高校時代の苦い思い出から本気でラグビーに打ち込めず、反則王の異名を持つ。しかし一至のラグビーに取り組む姿勢を目の当たりにし、かつての熱い思いが込み上げ、変わり始める。
津久井 加奈子（つくい かなこ）
一至とは高校が一緒の美大生。一至に憧れていたが声をかけられず、よく遠くからスケッチをしていた。
大学生になり、ふと観戦したラグビーの練習試合で一至を見かけ、思い切って声をかける。

## 単行本
ヤングジャンプコミックス ワイド版（全12巻）
- NINETEEN 19(1)（1989年1月、ISBN 4088617010）
- NINETEEN 19(2)（1989年4月、ISBN 4088617029）
- NINETEEN 19(3)（1989年7月、ISBN 4088617037）
- NINETEEN 19(4)（1989年10月、ISBN 4088617045）
- NINETEEN 19(5)（1990年1月、ISBN 4088617053）
- NINETEEN 19(6)（1990年4月、ISBN 4088617061）
- NINETEEN 19(7)（1990年7月、ISBN 408861707X）
- NINETEEN 19(8)（1990年8月、ISBN 4088617088）
- NINETEEN 19(9)（1990年11月、ISBN 4088617096）
- NINETEEN 19(10)（1990年12月、ISBN 408861710X）
- NINETEEN 19(11)（1991年1月、ISBN 4088617118）
- NINETEEN 19(12)（1991年2月、ISBN 4088617126）

集英社文庫―コミック版
- 19〈Nineteen〉(1)（1999年2月、ISBN 4086174588）
- 19〈Nineteen〉(2)（1999年2月、ISBN 4086174596）
- 19〈Nineteen〉(3)（1999年4月、ISBN 408617460X）
- 19〈Nineteen〉(4)（1999年4月、ISBN 4086174618）
- 19〈Nineteen〉(5)（1999年6月、ISBN 4086174626）
- 19〈Nineteen〉(6)（1999年6月、ISBN 4086174634）
- 19〈Nineteen〉(7)（1999年6月、ISBN 4086174642）

## OVA
- 全1巻（藤崎雅菜編）（発売日：1990年7月27日、発売：集英社、ビクター音楽産業／スタンダードサイズ、45分）

### キャスト
- 久保田 一至 - 小野坂昌也
- 藤崎 雅菜 - 鶴ひろみ
- 川原 和也 - 山寺宏一
- 草野 宏昭 - 山口勝平
- 八木 - 子安武人
- 英子 - 玉川紗己子
- 美子 - 天野由梨
- 詩子 - 三石琴乃
- モデルA - 中友子
- モデルB - 小林優子
- 店長 - 大林隆介

### スタッフ
- 製作 - 渡邊浩志、生明俊雄
- 原作 - きたがわ翔（週刊ヤングジャンプ連載）
- 企画 - 桜井裕子、週刊ヤングジャンプ
- プロデューサー - 丸山正雄、中野和雄、仙田勇
- 監督・絵コンテ - 千明孝一
- 脚本 - 河原祐二
- キャラクターデザイン・作画監督 - 恩田尚之
- 美術監督 - 池田祐二
- 撮影監督 - 石川欣一
- 音響監督 - 本田保則
- テーマソング&音楽 - 角松敏生
- 音楽 - 坂本洋
- 制作 - マッドハウス
- 製作 - 集英社、ビクター音楽産業

### 主題歌
オープニングテーマ『I MUST CHANGE MY LIFE & LOVE FOR ME』
作詞・作曲・編曲・歌 - 角松敏生
メインテーマ『Desire』
作詞・作曲・編曲・歌 - 角松敏生
挿入歌
『Miss you』
作詞・作曲・歌 - 障子久美 / 編曲 - 松任谷正隆
『BOYS』
M.Charlton-C.Cecchetto / M.Bonsanto-R.Rossi
『Don't ever hurt me』
作詞 - Mike Dunn / 作曲 - 青木智仁 / 編曲 - 林有三 / 歌 - 岡沢章
『うすべにの嵐』
作詞 - 佐藤公保 / 編曲 - 松任谷正隆 / 作曲・歌 - 障子久美
『One And only lover』
作詞・作曲・編曲・歌 - 坂本洋